# Campeonato Pan-Americano de Hóquei em Patins de 2024
O Campeonato Pan-Americano é uma competição de Hóquei em Patins com as seleções nacionais do continente Americano. Esta competição é organizada pelo World Skate America – Rink Hockey.
Embora esta seja a terceira edição do Torneio Pan-Americano das Nações de acordo com o calendário Mundial de Skate, em ordem cronológica é a decima versão da competição considerando também as participações nos Jogos Pan-americanos, Pré-Pan-americanos e Pan-americanos propriamente ditos.
De acordo com as regras decretadas pela World Skate, os apuramentos, à semelhança de outras modalidades, passam a ser garantidos através de eliminatórias continentais. 
O Pan Americano de Bogotá  que se vai realizar na Colômbia, entre os dias 4 e 10 de março, dá três vagas para o Campeonato do Mundo 2024, uma vaga na agora Intercontinental Championship.

## Países Inscritos
Argentina ,  Brasil ,  Chile ,  Colômbia , 
 México ,  Estados Unidos ,  Uruguai

## Fase de Grupo
| Time           | J | V | E | D | GP | GC | SG  | Pts |
| -------------- | - | - | - | - | -- | -- | --- | --- |
| Chile          | 5 | 4 | 1 | 0 | 35 | 11 | +24 | 13  |
| Argentina      | 5 | 4 | 0 | 1 | 39 | 9  | +30 | 12  |
| Colômbia       | 5 | 3 | 1 | 1 | 26 | 13 | +13 | 10  |
| Estados Unidos | 5 | 2 | 0 | 3 | 22 | 32 | −10 | 6   |
| Brasil         | 5 | 1 | 0 | 4 | 12 | 25 | −13 | 3   |
| México         | 5 | 0 | 0 | 5 | 7  | 51 | −44 | 0   |

|     | ARG | BRA   | CHI   | COL   | USA    | MEX    |
| --- | --- | ----- | ----- | ----- | ------ | ------ |
| ARG |     | 9 – 1 | 2 – 3 | 3 – 2 | 12 – 3 | 13 – 0 |
| BRA |     |       | 1 – 5 | 1 – 4 | 3 – 5  | 6 – 2  |
| CHI |     |       |       | 5 – 5 | 8 – 2  | 14 – 1 |
| COL |     |       |       |       | 7 – 2  | 8 – 2  |
| USA |     |       |       |       |        | 10 – 2 |
| MEX |     |       |       |       |        |        |

resultados:[carece de fontes?]

### 5º/6º lugar
| 9 março | Brasil | 8 - 1 | México |  |
|         |        |       |        |  |

### 3º/4º lugar
| 9 março | Estados Unidos | 3 - 2 | Colômbia |  |
|         |                |       |          |  |

### Final
| 10 Março | Chile | 2 - 3 | Argentina |  |
|          |       |       |           |  |

## Classificação final
| Pos.           | Seleção        | Qualificação Mundial 2024 |
| -------------- | -------------- | ------------------------- |
| Final          | Final          | Campeonato do Mundo       |
| 1              | Argentina      | Campeonato do Mundo       |
| 2              | Chile          | Campeonato do Mundo       |
| 3              | Estados Unidos | Campeonato do Mundo       |
| 4º ao 6º lugar | 4º ao 6º lugar | Taça Intercontinental     |
| 4              | Colômbia       | Taça Intercontinental     |
| 5              | Brasil         | Taça Intercontinental     |
| 6              | México         | Taça Intercontinental     |